# والتر كابريرا
والتر كابريرا (بالإسبانية: Walter Cabrera) (7 يناير 1990 في باراغواي - ) هو لاعب كرة قدم باراغواياني في مركز الدفاع. لعب مع نادي دالاس ونادي خنرال دياز.

## وصلات خارجية
- والتر كابريرا على موقع الدوري الأمريكي (الإنجليزية)
- والتر كابريرا على موقع قاعدة بيانات كرة القدم.إي يو (الإنجليزية)
- والتر كابريرا على موقع Soccerway.com (الإنجليزية)